# ان‌جی‌سی ۲۹۱۵
ان‌جی‌سی ۲۹۱۵ (انگلیسی: NGC 2915) نام یک کهکشان کوتوله است.